# Tomas Kaiser
Tomas Kaiser, född 2 november 1956 är en svensk racerförare.
Kaiser körde i Formel 3000 1985 och 1986 med BS Automotive och 1987 med Eddie Jordan Racing. Han tog sju poäng totalt med två fjärdeplatser som bäst i ett enskilt lopp.
Tidigare hade Kaiser kört i Formel 2 1982 - 1984.
Inför 1987 fick Tomas Kaiser kontrakt i Formel 1 med Brabhamteamet, men fick ingen F1-licens.